# ダニー・スタム
ダニー・スタム（Danny Stam、1972年6月25日 - ）は、オランダ、ザーンダム出身の自転車競技（トラックレース）選手。

## 経歴
父、セース・スタムは、1973年、1974年の世界選手権自転車競技大会・ドミフォンの優勝者。
主に6日間レースを中心に活動しており、特に、ロベルト・スリッペンスとのコンビで、同レース12勝を挙げた。しかし、スリッペンスが2008年シーズンを最後に現役を引退してからは、パートナーは随時替わっている様相が見られる。
世界選手権のマディソンでは、スリッペンスとのペアで、2004年3位、2005年2位を記録している他、ペーター・スヘプとのペアで2007年に2位に入っている。

## 6日間レース優勝記録
- アムステルダム : 2003年、2004年、2008年 (ロベルト・スリッペンス)、2006年 (ペーター・スヘプ)
- ブレーメン : 2003年、2006年 (ロベルト・スリッペンス)
- ヘント : 2004年 (ロベルト・スリッペンス)
- ロッテルダム : 2005年、2006年 (ロベルト・スリッペンス)、2008年 (ライフ・ランパーター)、2011年 (レオン・ファンボン)
- ベルリン : 2006年 (ロベルト・スリッペンス)
- コペンハーゲン : 2006年 (ロベルト・スリッペンス)
- チューリッヒ : 2008年 (ブルーノ・リジ)
- ノールデン : 2008年 (ロベルト・スリッペンス)